# عين قاسيمو
عين قاسيمو هي فيلا في مراكش. تم بناؤها في الأصل في أواخر القرن التاسع عشر لإحدى قريبات الأديب الروسي ليو تولستوي، اسمها أولغا تولستوي. في الثمانينيات، تم شراؤها من قبل الملياردير الرياضي الفرنسي باتريك جيراند هيرميس (Patrick Guerrand-Hermès) وأعاد تطويرها، وهي الآن جزء من نادي البولو الملكي دي لا بالميراي (Royal Polo Club de la Palmeraie).

## المِلكية
الفيلا بمساحة 30 أكر (12 هكتار). تم بناؤها لأولغا تولستوي واشترته الأمريكية باربرا هوتون لاحقًا. قام جيراند هيرميس، المدير السابق لشركة هيرميس، بإنشاء عين قاسيمو على طراز منزل مغربي من القرن التاسع عشر. كان لديه، على وجه الخصوص، شغف بالفنون والثقافة في المغرب حيث عاش لمدة 50 عامًا، وكان من عشاق الفنون الشرقية والخيول. يعرض هذا العقار الآن مجموعاته الفنية. يشمل العقار نادي البولو الملكي دي لا بالميراي، حيث بنى السفير الأمريكي فريدريك فريلاند وزوجته منزلاً في عام 1980.

## التجهيزات
طورت هيرميس مجموعة من الفنون الجميلة لتعكس روح المكان. فقد اشترت قطعًا لرسامين مستشرقين وكذلك رسامين من الحياة اليومية. تم اقتناء الأعمال التي تُصوّر مشاهد من المغرب والجزائر في لندن ونيويورك وباريس. بالإضافة إلى 176 لوحة وأعمال أخرى على الورق، تضمّنت المجموعة الفن الإسلامي والأثاث والمجوهرات والأسلحة. توجد في غرفة نوم الفيلا صورة لجياني أنيللي عام 1953، مع وردة من حديقة ماريلا أجنيلي، رسمها ريتشارد أفيدون. ومن بين اللوحات الرياضية توجد لوحة «الفارس مع السلوقي» (Horseman with a Sloughi) للرسام الفرنسي هنري إميليان روسو. تشمل القطع المهمة الأخرى لوحة «خروج الباشا» (The Going Out of the Pacha) لألفريد ديهودينك سنة 1869؛ إضافة إلى لوحات ورسومات القصبات المغربية لإيدي ليغراند. أكملت هيرميس هذه المجموعة بالمجوهرات العرقية. توجد قلائد كهرمائية ودبابيس فضية وأسلحة مثل السيوف والخناجر والمسدسات والبنادق.

## فضاء الفيلا
أشركت ماريلا أنيلي المهندس المعماري بيل ويليس لبناء جناح المسبح في فضاء فيلا عين قاسمو. تم إنشاء الحدائق من قبل مصمم المناظر الطبيعية ماديسون كوكس. يعد نادي البولو الملكي دي لا بالميراي مكانًا للبولو داخل الفيلا.